# ジャン＝バティスト・シャルル・ブーヴェ・ド・ロジエ

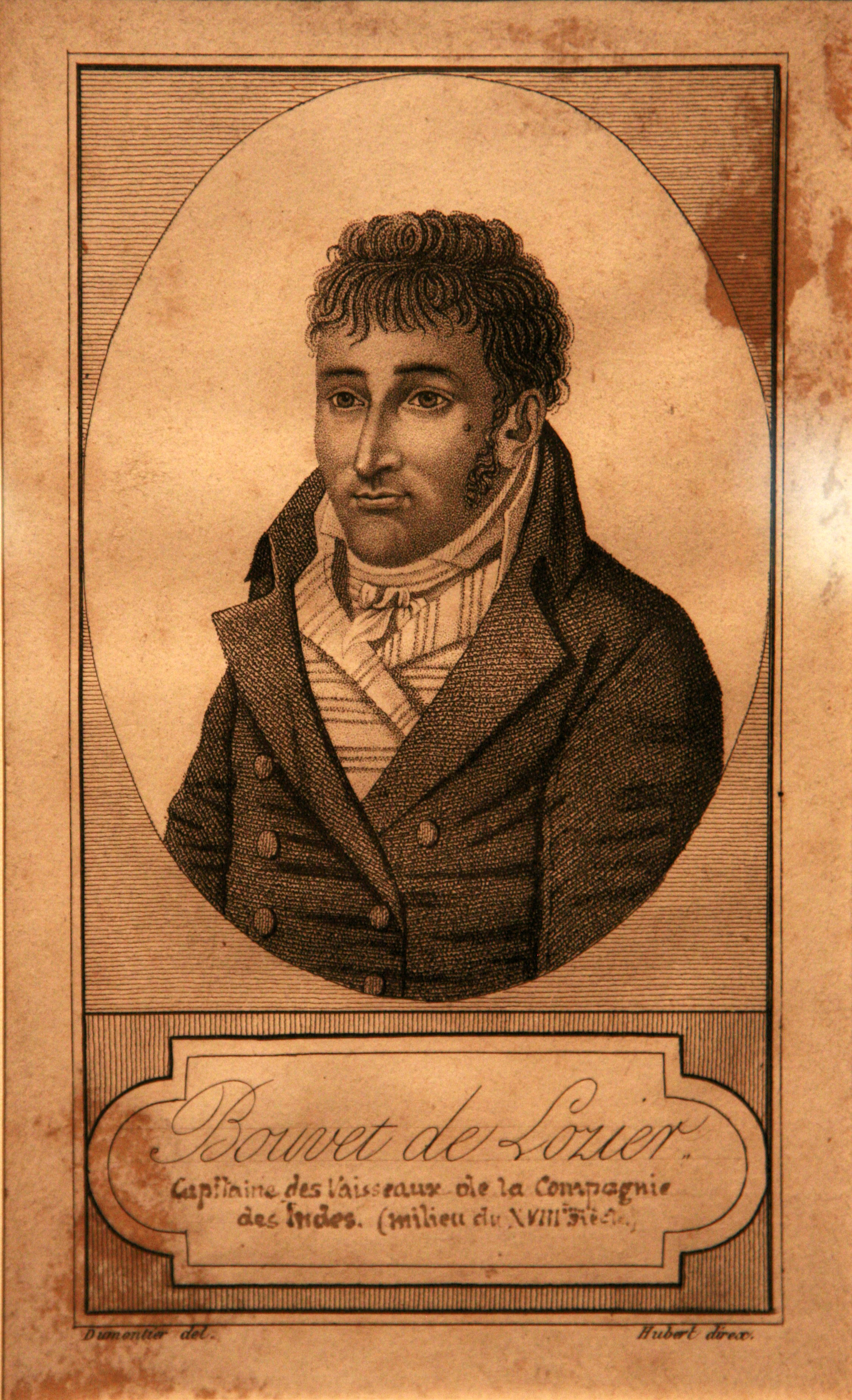
Jean-Baptiste Charles Bouvet de Lozier

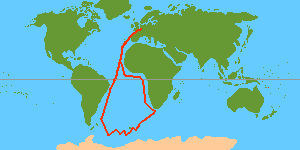
ブーヴェ・ド・ロジエの航路

ジャン＝バティスト・シャルル・ブーヴェ・ド・ロジエ（Jean Baptiste Charles Bouvet de Lozier、1705年1月14日 - 1786年）は、フランスの船乗り、探検家である。南方大陸の探索のために南大西洋の探検航海を率いた。ブーベ島に達し、ブーベ島を南方大陸の一部と誤認した。

## 略歴
7歳で孤児となり、パリで教育を受けた後、航海術を学ぶためにサン・マロに送られた。1731年にフランス東インド会社の士官となった。1738年に東インド会社を説き伏せ、エグル（Aigle）号とマリー（Marie）号を率いて、南方大陸の探索航海を企てた。1738年7月19日にロリアンを出航し、1739年1月1日、南緯54度で霧の中の後に彼の名をとってブーベ島と命名される島を発見した。程なくして、乗組員の多くが病気に倒れたことにより、遠征を断念し、喜望峰へもどり、フランスに帰国した。
探検の10年後に、マスカリン諸島の総督に任じられ、1750年から1752年と1757年から1763年の間、その職を務めた。